# Croix de chemin en granit (Bourbriac)
La croix de chemin de Darnouët est située sur la commune de Bourbriac en France.

## Localisation
La croix est située sur la commune de Bourbriac dans le département des Côtes-d'Armor, dans la région Bretagne.

## Description
La croix est ornée d'un Christ. Une inscription est gravée sur le socle.

## Historique
La croix est inscrite au titre des monuments historiques par arrêté du 7 août 1964.

## Galerie

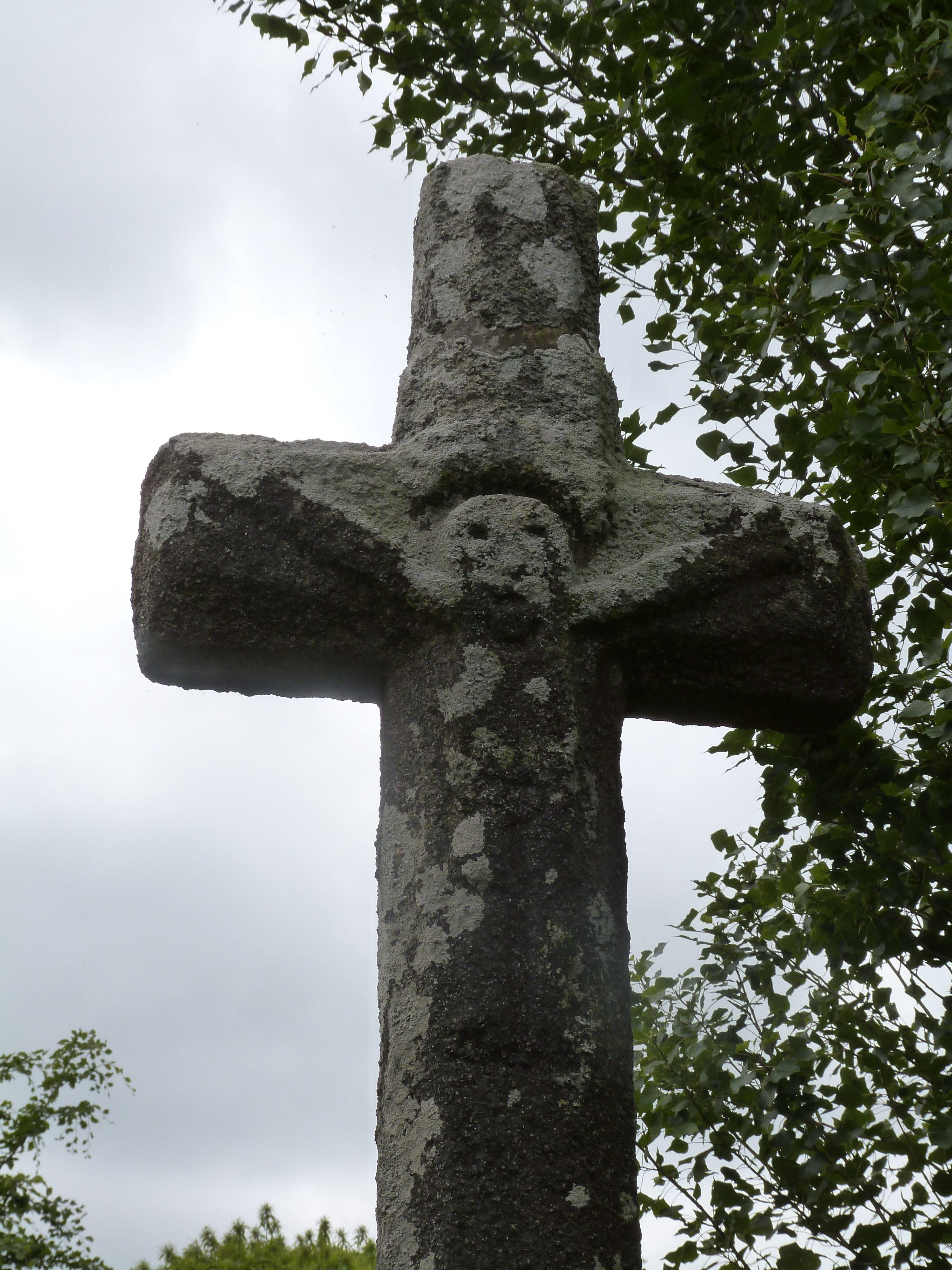